# Alfred Dumais
Alfred Dumais (1936-2016) est un sociologue québécois. Il a été professeur de sociologie à l’Université Laval.
D'abord intéressé par la philosophie, Dumais complète une maîtrise à Montréal (1963) sur l'œuvre de Spinoza. Il se passionne ensuite pour les sciences sociales et il poursuit des études de premier et deuxième cycle en sociologie à la Catholic University of America à Washington D.C. (Maîtrise, 1966).
Il commence ensuite un doctorat à l’Université Columbia à New York où enseignait le célèbre sociologue américain Robert K. Merton. C'est alors qu'il s'initie aux travaux novateurs d'Erving Goffman, de Harold Garfinkel et au courant de l'interactionnisme symbolique inspiré de l'œuvre de George Herbert Mead.
Vers 1967-1968, Dumais se passionne pour les recherches de Fernand Dumont, professeur de sociologie à l'Université Laval. C'est avec ce dernier qu'il entreprend un projet de thèse de doctorat en sociologie des religions sur l'œuvre du sociologue et théologien allemand Ernst Troeltsch. Dumais complète une partie de sa scolarité à l'Université de Heidelberg en Allemagne, alors que son travail est dirigé par Dumont. 
À Heidelberg, il suit notamment les cours du philosophe heideggerien Hans Georg Gadamer et se passionne pour l'herméneutique philosophique; de même, les cours de Wolfgang Schluchter - spécialiste de Max Weber - l'initient aux travaux du célèbre sociologue allemand et à la tradition de la sociologie compréhensive (représentée notamment par Wilhelm Dilthey, Georg Simmel et Max Weber). 
Dumais, obtient son doctorat en 1971 (sa thèse s'intitule: "L'historicisme de Troeltsch et la société de son temps"). Il enseignera bientôt à l'Université Laval où ses talents de pédagogue, son ouverture et son érudition en feront un professeur reconnu. Il est l'un des principaux "passeurs" québécois de la tradition sociologique allemande. 
Ses travaux s'inscrivent dans le sillage de ceux de Fernand Dumont et du courant herméneutique de la sociologie (opposé méthodologiquement à l'école de Durkheim, par exemple). Reconnu aujourd'hui comme un spécialiste d'Ernst Troeltsch, Dumais s'intéresse également à la théologie, à la philosophie de l'histoire, au phénomène de la sécularisation et aux rapports entre modernité et religion (à l'historicité du christianisme). 
Alfred Dumais est également coresponsable d'un programme de recherche portant sur Ernst Troeltsch et Paul Tillich (socialiste chrétien et théologien allemand). Il participe également à la traduction des œuvres de Troeltsch qui paraissent en coédition aux Presses de l'Université Laval, aux Éditions du Cerf (Paris) et chez Labor (Bruxelles). En plus de collaborer régulièrement à la revue Laval théologique et philosophique (Université Laval), le nom de Dumais figure dans plusieurs ouvrages collectifs consacrés à Ernst Troeltsch.

## Principales publications
- « Herméneutique et sociologie », Recherches Sociologiques, 2, 1972, p. 163-180.
- « Théoriser la religion : expliquer ou comprendre », Archives de Sciences Sociales des Religions, 58, 1984, p. 53-65.
- (avec Johanne Lévesque), L'auto-santé des individus et des groupes au Québec, Québec, Institut québécois de recherche sur la culture, 1986.
- « La pertinence de la sociologie pour la théorie troeltschienne de l'histoire. Le dialogue avec Weber et Simmel », dans Histoire et théologie chez Ernst Troeltsch (Pierre Gisel, éd.), Genève, Labor et Fides, 1992, p. 177-194.
- Historicité et foi chrétienne. Une lecture du théologien Ernst Troeltsch, Québec, Les Presses de l’Université Laval, 1995.
- (traduction), Ernst Troeltsch, L'Absoluité du christianisme et l'histoire de la religion', dans Ernst Troeltsch, Histoire des religions et destin de la théologie. Œuvres III, Paris, Éditions du Cerf, Genève, Labor et Fides, 1996, p. 63-179.
- « L'éthique ou les exigences du métier », Religiologiques, 13, 1996, p. 89-98.
- « Fernand Dumont sociologue », Laval Théologique et Philosophique, 55, 1, février, 1999, p. 3-18
- (avec Jean Richard, éd.), Ernst Troeltsch et Paul Tillich. Pour une nouvelle synthèse du christianisme avec la culture de notre temps, Paris, L'Harmattan, Québec, Les Presses de l'Université Laval, 2002.
- (avec Jean Richard, éd.), Philosophie de la religion et théologie chez Ernst Troeltsch et Paul Tillich, Paris, L'Harmattan, Québec, Les Presses de l'Université Laval, 2002.
- « Une autre philosophie de l'histoire : celle d'Ernst Troeltsch », Laval Théologique et Philosophique, 60, 1, février 2004, p. 97-114.